# Ludia syngena
Ludia syngena är en fjärilsart som beskrevs av Jordan 1922. Ludia syngena ingår i släktet Ludia och familjen påfågelsspinnare. Inga underarter finns listade i Catalogue of Life.